# Karl Alpiger
Karl Alpiger (Wildhaus, 27 aprile 1961) è un ex sciatore alpino svizzero.
È stato nella seconda metà degli anni 1980 uno degli atleti di punta della squadra elvetica nelle prove veloci.

## Biografia

### Carriera sciistica
Specialista delle prove veloci originario di Wildhaus-Alt Sankt Johann, Alpiger ottenne i primi risultati in carriera nel 1982, quando colse il suo primo piazzamento di rilievo in Coppa del Mondo (15º nella discesa libera di Whistler del 27 febbraio) e vinse la classifica di discesa libera della Coppa Europa 1981-1982. Sempre in discesa libera il 14 febbraio 1985 a Bad Kleinkirchheim conquistò la sua prima vittoria, nonché primo podio, in Coppa del Mondo; nella stessa stagione in Coppa Europa s'impose nuovamente nella classifica della specialità e fu 3º nella classifica della Coppa del Mondo di discesa libera.
Ai Mondiali di Crans-Montana 1987 vinse la medaglia di bronzo nella discesa libera, risultato bissato due anni dopo nella rassegna iridata di Vail 1989. Il 17 febbraio 1989 vinse ad Aspen la sua ultima gara di Coppa del Mondo, ancora una discesa libera, mentre il suo ultimo podio nel circuito fu il 2º posto ottenuto nel supergigante di Hemsedal del 10 marzo 1990. Il suo ultimo piazzamento in carriera fu il 15º posto nel supergigante di Coppa del Mondo disputato a Lake Louise il 17 marzo 1991; non prese parte a rassegne olimpiche.

### Altre attività
Dopo il ritiro è divenuto commentatore sportivo per la rete televisiva Eurosport.

## Palmarès

### Mondiali
- 2 medaglie:
  - 2 bronzi (discesa libera a Crans-Montana 1987; discesa libera a Vail 1989)

### Coppa del Mondo
- Miglior piazzamento in classifica generale: 11º nel 1987
- 12 podi (9 in discesa libera, 1 in supergigante, 1 in combinata):
  - 5 vittorie
  - 4 secondi posti
  - 3 terzi posti

#### Coppa del Mondo - vittorie
| Data             | Località           | Paese       | Specialità |
| ---------------- | ------------------ | ----------- | ---------- |
| 14 febbraio 1985 | Bad Kleinkirchheim | Austria     | DH         |
| 16 agosto 1985   | Las Leñas          | Argentina   | DH         |
| 18 agosto 1985   | Las Leñas          | Argentina   | DH         |
| 20 marzo 1988    | Åre                | Svezia      | DH         |
| 17 febbraio 1989 | Aspen              | Stati Uniti | DH         |

Legenda:

DH = discesa libera

### Coppa Europa
- Vincitore della classifica di discesa libera nel 1982 e nel 1985[3]

### Campionati svizzeri
- 1 medaglia (dati parziali, dalla stagione 1985-1986):
  - 1 oro (discesa libera[senza fonte] nel 1986)